# (30994) 1995 UE2
1995 يو إي 2 (ويعرف أيضًا باسم (30994) 1995 يو إي 2 وفق تسمية الكوكب الصغير) (بالإنجليزية: 1995 UE2)‏ هو كويكب ضمن حزام الكويكبات؛ وترتيبه 30994 من حيث الاكتشاف.
اكتُشف هذا الجُرم الفلكي بواسطة Dennis di Cicco ‏ في 24 أكتوبر 1995.

## وصلات خارجية
- (30994) 1995 UE2 في قاعدة بيانات مختبر الدفع النفاث لأجرام النظام الشمسي الصغيرة

- الاكتشاف · مخطط المدار ·  العناصر المدارية · المعلمات المادية

- (30994) 1995 UE2 على موقع ويكي سكاي: DSS2, SDSS, GALEX, IRAS, Hydrogen α, X-Ray, Astrophoto, Sky Map, Articles and images